# Giorgian De Arrascaeta
Giorgian Daniel De Arrascaeta Benedetti (* 1. Juni 1994 in Nuevo Berlín) ist ein uruguayischer Fußballspieler. Der offensive Mittelfeldspieler steht momentan in Brasilien beim CR Flamengo in Rio de Janeiro bis Ende 2026 unter Vertrag.

## Verein

### Defensor Sporting
Der als Einzelkind geborene De Arrascaeta begann im Alter von vier Jahren mit dem Fußballspielen bei Pescadores Unidos in seiner Geburtsstadt. In der U-15 spielte er für den Club Anglo in Fray Bentos. Er wechselte im November 2010 aus Nuevo Berlín zu Defensor. 2012 belegte er mit dem Team bei der Copa Libertadores Sub-20 den zweiten Platz. Im Verlaufe des Turniers überzeugte er nach diversen Einwechslungen und machte auf sein Talent aufmerksam. Sein erstes Pflichtspiel im Seniorenbereich bestritt er unter Trainer Tabaré Silva am 21. Oktober 2012 beim 3:1-Sieg über Danubio, als der 18-Jährige in der 62. Spielminute für Diego Rodríguez eingewechselt wurde und zu seinem Debüt in der uruguayischen Primera Division kam. Während der gesamten Saison 2012/13 stand er in 16 Spielen auf dem Platz und erzielte dabei drei Treffer. Sein erstes Profijahr beendete er letztlich als Vizemeister hinter der Mannschaft Peñarol.
In der Spielzeit 2012/13 wurde er bei der von der Zeitung El Observador durchgeführten Wahl zum besten Spieler der Saison hinter Marcelo Zalayeta und Antonio Pacheco gleichauf mit Carlos Valdez und Maximiliano Rodríguez zum drittbesten Akteur gewählt. Zudem wurde er mit deutlicher Mehrheit von 75 % der Stimmen als Neuentdeckung der Saison ausgezeichnet. De Arrascaeta weckte bereits das Interesse diverser europäischer Klubs, darunter Paris Saint-Germain und AS Rom, blieb jedoch in Uruguay.
In der Spielzeit 2013/14 stand er bis zum Abschluss der Clausura 2014 in 26 weiteren Erstliga-Begegnungen (sieben Tore) auf dem Platz und kam zudem in zwölf Partien (zwei Tore) der Copa Libertadores 2014 zum Einsatz. In der Apertura 2014 wurde er elfmal in der Primera División eingesetzt und erzielte sechs Treffer.

### Cruzeiro EC
Nachdem im Januar 2015 über seinen Wechsel nach Brasilien zum SC Internacional berichtet und der Transfer von seinem bisherigen Arbeitgeber bestätigt, aber noch nicht offiziell verkündet wurde, erschien der Wechsel in der zweiten Januarhälfte aufgrund eines kurzfristig seitens des Mitbewerbers Cruzeiro EC abgegebenen Angebots in Höhe von angeblich vier Millionen Euro für 50 Prozent der Transferrechte zunächst als unsicher. Letztlich setzte sich Cruzeiro durch, verpflichtete den als großes Talent geltenden De Arrascaeta und zahlte nach Angaben von Beraterseite des Spielers die für den uruguayischen Fußball eine Rekordablösesumme darstellende Transfersumme von fünf Millionen US-Dollar für 50 Prozent der Transferrechte. Die andere Hälfte hält ein Unternehmen des ehemaligen Fußballspielers und derzeitigen Spielerberaters Daniel Fonseca.
Im Februar 2018 verlängerte Cruzeiro den Vertrag mit De Arrascaeta bis Ende 2021. Cruzeiro besaß zum Zeitpunkt der Verlängerung 30 % der Transferrechte. Seine Ablöse wurde auf 120 Millionen Real festgeschrieben. Im Juni des Jahres wurde bekannt, dass der AS Monaco ein Angebot zum Kauf des Spielers vorbereitet. In dem Zusammenhang wurde anders lautende Eigentumsverhältnisse an den Transferrechten sowie der Ablösesumme genannt. Demnach hielt Cruzeiro 25 anstatt 30 Prozent der Anteile. Weitere 50 % lagen bei seinem ehemaligen Klub Defensor Sporting und 25 bei Pedro Lourenço dem Eigentümer der Kette Supermercados BH, welcher hier als Berater auftritt. Als mögliche Ablösesumme wurden 80 Millionen Euro genannt, welches die im Februar veröffentlichte Summe um etwa das Dreifache überstieg. Die Verhandlungen kamen unter Mitwirken des Spielervermittlers Jorge Mendes zustande, ohne dass Cruzeiro von diesen informiert wurde. Dieser hatte bereits selbst Kontakt zum AS Monaco sowie zu Wolverhampton Wanderers bezüglich eines möglichen Wechsels. Im Zuge einer Pressekonferenz bei der Fußball-Weltmeisterschaft 2018 am 16. Juni, gab De Arrascaeta bekannt, dass er keine Informationen über ein Angebot seitens des AS Monaco habe.
Nachdem De Arrascaeta am 8. August 2018 im Achtelfinalspiel der Copa Libertadores 2018 gegen den CR Flamengo den Treffer zum zwischenzeitlichen 1:0 erzielte (Entstand-2:0), avancierte er zum erfolgreichsten ausländischem Torschützen für Cruzeiro. Wettbewerbsübergreifend erzielte er 46 Tore für Raposa und überholte damit den bisherigen Rekordhalter Marcelo Moreno.
Bis zu seinem Wechsel zu Flamengo 2019 bestritt De Arrascaeta wettbewerbsübergreifend 188 Spiele für den Klub, in denen er 50 Tore erzielte.

### CR Flamengo
Im Januar 2019 wechselte De Arrascaeta zum CR Flamengo nach Rio de Janeiro. Er unterschrieb bei dem Klub einen Kontrakt über fünf Jahre. Cruzeiro erhielt eine Ablösesumme von 55 Millionen Real. Von diesen wurden 30 Millionen sofort fällig. Die restliche Summe soll der Klub in Raten erhalten. Mit dem Wechsel wurden 50 Prozent der Transferrechte auf Flamengo übertragen, welche bei Cruzeiro und Supermercados BH lagen. Bestandteil des Wechsels war auch der Verzicht von Flamengo von vier Millionen Real, welche dem Klub aus dem Transfer des Spielers Federico Mancuello an Cruzeiro noch zustanden. Für weitere 25 Prozent der Rechte zahlte weitere 21 Millionen Real an Defensor Sporting als weiteren Rechteinhaber. Eine weitere Vereinbarung zwischen Defensor Sporting und Flamengo sieht vor, dass Flamengo die Hälfte der noch bei Defensor Sporting liegenden 25 % erwirbt, wenn De Arrascaeta bis Ende 2020 mindestens 88 vollständige Spiele bestritten hat. Mit dem Klub gewann er am 23. November 2019 die Copa Libertadores. Einen Tag später fiel in der brasilianischen Meisterschaft 2019 die Vorentscheidung zu Gunsten von Flamengo und De Arrascaeta konnte auch diesen Titel feiern. Dieser konnte 2020 verteidigt werden. Am 19. Oktober 2022 konnte De Arrascaeta mit dem Klub den Copa do Brasil 2022 gewinnen. Am 29. November folgte der Sieg in der Copa Libertadores 2022.

## Nationalmannschaft

### U-20
Zudem vertrat De Arrascaeta sein Land auf U-20-Ebene. Sein Debüt in der U-20 Auswahl feierte er unter Trainer Juan Verzeri beim Freundschaftsländerspiel gegen Paraguay am 5. September 2012. Im Jahr 2013 nahm er zunächst mit Uruguay an der U-20-Südamerikameisterschaft teil und stand dort in fünf Begegnungen auf dem Platz (kein Tor). Anschließend absolvierte er die U-20-Weltmeisterschaft in der Türkei, bei der sein Team den zweiten Rang hinter Frankreich belegte. De Arrascaeta wirkte dabei in sieben Partien mit und erzielte zwei Tore. Insgesamt absolvierte De Arrascaeta 23 U-20-Länderspiele für Uruguay und traf viermal für die Celeste.

### A-Nationalmannschaft
Für die beiden Freundschaftsländerspiele gegen Japan und Südkorea am 5. und 8. September 2014 wurde De Arrascaeta von Nationaltrainer Óscar Tabárez in das Aufgebot der A-Nationalmannschaft berufen. Dort debütierte er am 8. September 2014 unter dem in dieser Partie verantwortlichen Trainergespann Celso Otero und Mario Rebollo beim 1:0-Auswärtssieg im Freundschaftsländerspiel gegen Südkorea, als er in der 61. Spielminute für Nicolás Lodeiro eingewechselt wurde. Sein zweites A-Länderspiel absolvierte er am 10. Oktober 2014. Bei der in Chile ausgetragenen Copa América 2015 war er Teil des uruguayischen Aufgebots. Am 15. Mai 2018 wurde seine Berufung in den vorläufigen Kader für die Fußball-Weltmeisterschaft 2018 bekannt. Seinen ersten WM-Einsatz bestritt De Arrascaeta am 15. Juni 2018 gegen Ägypten. In der Folge stand De Arrascaeta auch bei der Copa América 2019, der Copa América 2021, der Fußball-Weltmeisterschaft 2022 und der Copa América 2024 im Kader.

## Erfolge
- Copa Libertadores Sub-20: 2. Platz (2012)
- Primera División: 2. Platz (2012/13)
- U-20-Weltmeisterschaft: 2. Platz (2013)

Cruzeiro
- Copa do Brasil: 2017, 2018
- Staatsmeisterschaft von Minas Gerais: 2018

Flamengo
- Taça Rio: 2019
- Staatsmeisterschaft von Rio de Janeiro: 2019, 2020, 2021, 2024, 2025
- Copa Libertadores: 2019, 2022
- Brasilianischer Meister: 2019, 2020
- Supercopa do Brasil: 2020, 2021, 2025
- Taça Guanabara: 2020, 2021, 2024, 2025
- Recopa Sudamericana: 2020
- Copa do Brasil: 2022, 2024

Nationalmannschaft
- Platz 3 bei der Copa América: 2024[27]

## Auszeichnungen
- FIFA-Puskás-Preis Nominierung: 2018[28], 2020[29]
- Prêmio Craque do Brasileirão Auswahlmannschaft: 2018, 2019,[30] 2022[31]
- Prêmio Craque do Brasileirão schönstes Tor: 2019
- Bola de Prata: 2019 Auswahlmannschaft und schönstes Tor,[32] 2020 Auswahlmannschaft,[33] 2022 Auswahlmannschaft,[34] 2023 Auswahlmannschaft[35]